# Phaeocatantops
Phaeocatantops is een geslacht van rechtvleugeligen uit de familie veldsprinkhanen (Acrididae). De wetenschappelijke naam van dit geslacht is voor het eerst geldig gepubliceerd in 1953 door Dirsh.

## Soorten
Het geslacht Phaeocatantops omvat de volgende soorten:
- Phaeocatantops concolor Karny, 1917
- Phaeocatantops curtinotus Jago, 1982
- Phaeocatantops decoratus Gerstaecker, 1869
- Phaeocatantops femoratus Ramme, 1929
- Phaeocatantops fretus Giglio-Tos, 1907
- Phaeocatantops haematofemur Jago, 1982
- Phaeocatantops hemipterus Miller, 1929
- Phaeocatantops johnstoni Uvarov, 1942
- Phaeocatantops neumanni Ramme, 1929
- Phaeocatantops sanguinipes Uvarov, 1942
- Phaeocatantops signatus Karsch, 1891
- Phaeocatantops solitarius Karsch, 1900
- Phaeocatantops sulphureus Walker, 1870
- Phaeocatantops tanneri Jago, 1982
- Phaeocatantops ufipae Jago, 1982
- Phaeocatantops uluguruense Jago, 1982